# Clever PACS
Clever PACS es el sistema de procesamiento, almacenamiento y comunicación de imágenes médicas desarrollado por CleverGlobal.
Sus principales características son las siguientes:
Está basado en el estándar internacional DICOM 3.0.
Es una suite de visualización, almacenamiento, procesamiento y análisis de imágenes médicas.
Sus 4 componentes son: 
- Viewer 2D y 3D.
- DICOM Server.
- House Report
- Comunicator.

Permite el análisis de casos en línea y el procesamiento digital de imágenes.
- Datos: Q5772555